# Aura Noir
Aura Noir is een Noorse black- en thrashmetalband.

## Geschiedenis
Aura Noir werd in 1993 gevormd door drummer Aggressor (Carl-Michael Eide) en bassist Apollyon (Ole Jørgen Moe). Hun eerste ep Dreams Like Deserts kwam uit in 1995. In 1996 kwam gitarist Blasphemer (Rune Eriksen) bij de band, die meewerkte op het eerste album Black Thrash Attack.
In 2004 was Aura Noir de eerste band die tekende bij het platenlabel Tyrant Syndicate Productions, een sublabel van Peaceville Records. Hier brachten zij hun album The Merciless uit, met gastvocalisten Nattefrost en Fenriz.
Ondanks een ongeluk met bandlid Aggressor in 2005, die uiteindelijk in een rolstoel belandde, zette de band voort met nieuwe opnames voor een nieuw album, genaamd Hades Rise, dat uitkwam op 25 augustus 2008. Aggressor bleef bij de band als gitarist en zanger, ondanks dat zijn werk als drummer niet meer mogelijk was.
In 2012 tekende Aura Noir bij het Noorse platenlabel Indie Recordings, en bracht op 23 maart 2012 hun vijfde studioalbum uit, genaamd Out to Die.

## Discografie
- 1995 - Dreams Like Deserts (ep) (Hot Records)
- 1997 - Black Thrash Attack (Malicious Records)
- 1998 - Deep Tracts Of Hell (Hammerheart Records)
- 2000 - Increased Damnation (Hammerheart)
- 2004 - The Merciless (Tyrant Syndicate)
- 2008 - Hades Rise (Tyrant Syndicate)
- 2010 - Out to Die (Indie Recordings)

## Bandleden
- Ole Jørgen Moe (Apollyon) - vocalist, bassist (sinds 1993)
- Rune Erickson (Blasphemer) - gitarist (1995 - 1998 en sinds 2001)
- Carl-Michael Eide (Aggressor) - drummer (sinds 1993)

### Oud-leden
- Per Husebø (Dirge Rep) - drummer (2001)

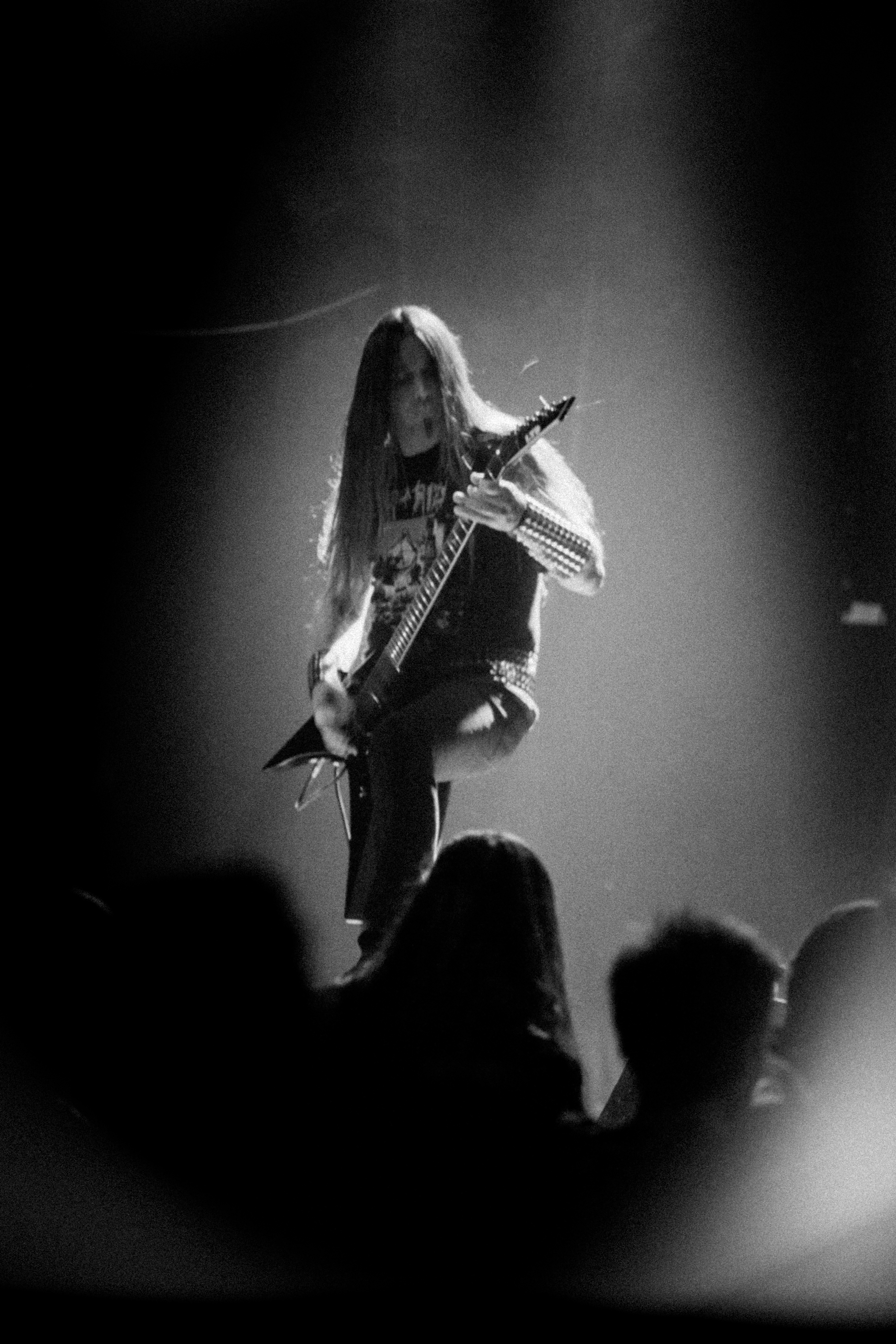
Blasphemer
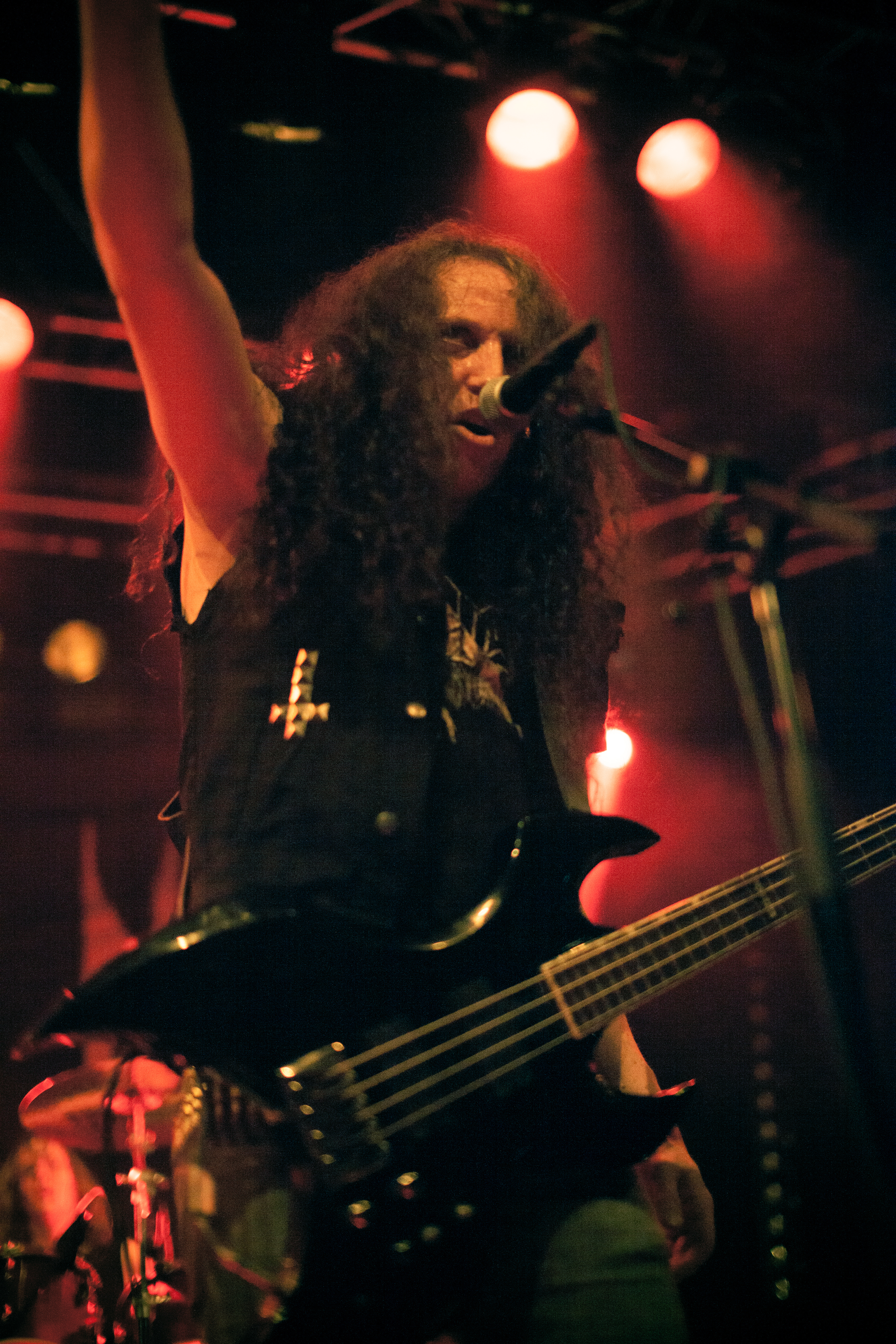
Appolyon
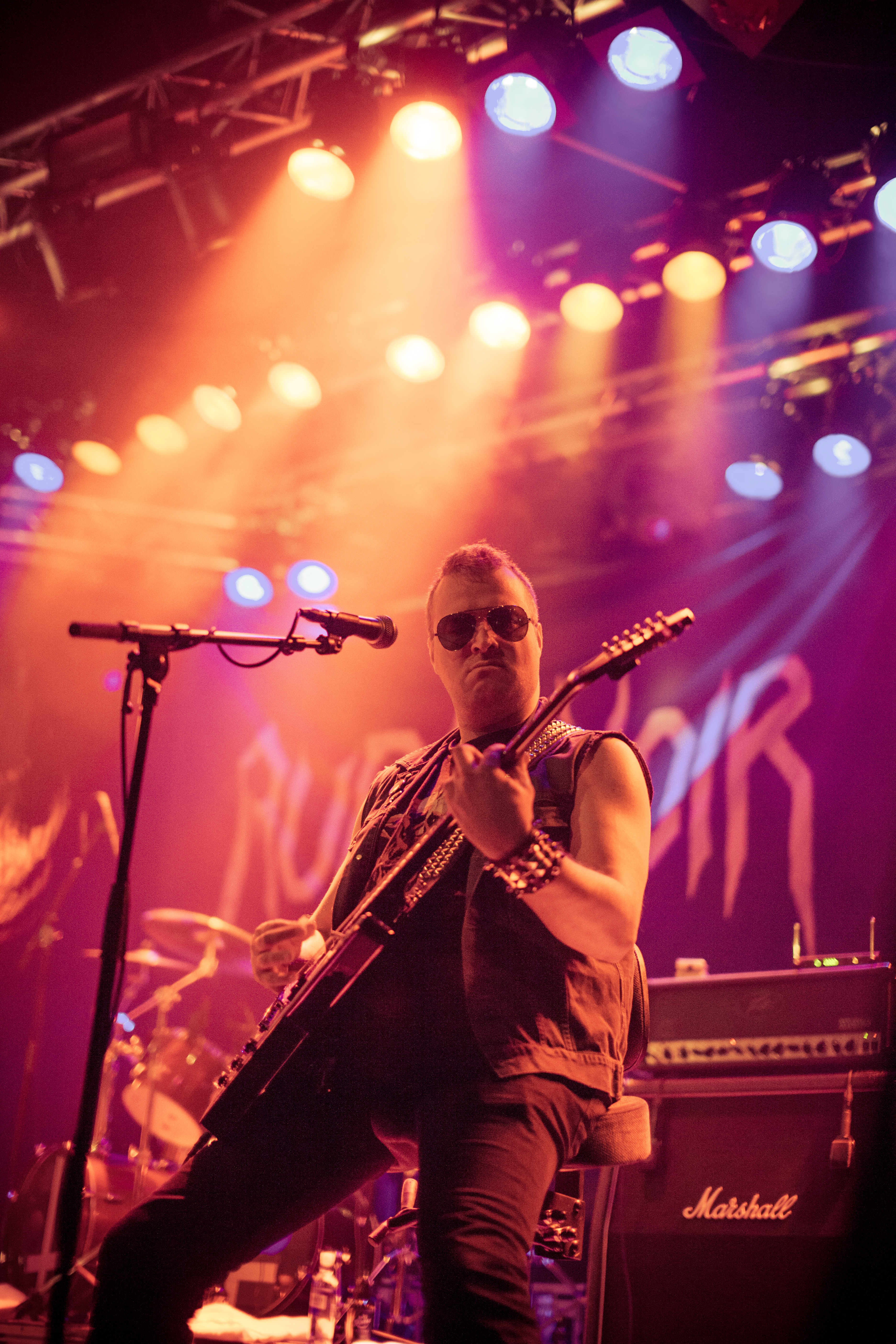
Aggressor